# Фазов ограничител
Фазов ограничител е електронна схема, подобна на честотен миксер, аналогов умножител или логическо устройство, която генерира сигнал, пропорционален на фазовата разлика между два входни сигнала с една и съща честота. Откриването на фазовата разлика е от значение в практическото управление на двигатели, радарни и телекомуникационни системи, серво механизми и демодулатори.

## Класификация
- Аналогов фазов ограничител
- Цифров фазов ограничител
- Фазово-честотен ограничител
- Електронен фазов ограничител
- Оптичен фазов ограничител
- Двойно балансиран фазов ограничител
- Фазов ограничител, базиран на изключващо ИЛИ
- Двоен Д тип фаза за сравнение

## Мъртва зона на фазов ограничител
Един от въпросите, пред който са изправени дизайнерите на синтезатори на много нисък фазов шум и фазово заключени вериги, е феномен, наречен мъртва зона на фазовия ограничител.